# Steccherinaceae
Steccherinaceae is een botanische naam, voor een familie van schimmels. Het typegeslacht is Steccherinum.
Enkele voorbeelden van soorten in deze familie zijn:
- Gesploos elfenbankje
- Gesploze raspzwam
- Geveerde raspzwam
- Grootsporige raspzwam
- Grote raspzwam
- Roze raspzwam
- Stinkende kaaszwam
- Zalmkleurige poria

## Geslachten
Volgens Index Fungorum bestaat de volgende geslachten:
- Antella
- Antrodiella
- Atraporiella
- Cabalodontia
- Caudicicola
- Chaetoporus
- Etheirodon
- Flabellophora
- Flaviporus
- Frantisekia
- Junghuhnia
- Lamelloporus
- Loweomyces
- Metuloidea
- Mycorrhaphium
- Nigroporus
- Rhomboidia
- Steccherinum
- Xanthoporus